# Jadrtovac
Jadrtovac (italsky Castell'Andreis) je vesnice, přímořské letovisko a turisty často vyhledávaná lokalita v Chorvatsku v Šibenicko-kninské župě, spadající pod opčinu města Šibenik. Nachází se na východním břehu Morinjského zálivu, asi 6 km jihovýchodně od Šibeniku. V roce 2011 zde trvale žilo 171 obyvatel.
Největší pokles obyvatel zaznamenala vesnice v roce 2011, kdy ze 444 obyvatel klesl na 202. Počet obyvatel klesá od roku 1961, kdy zde žilo 469 obyvatel, do té doby počet obyvatel stoupal.
Sousedními vesnicemi jsou Donje Polje a Žaborić.